# 1885年ウィンブルドン選手権
1885年 ウィンブルドン選手権（1885ねんウィンブルドンせんしゅけん、The Championships, Wimbledon 1885）に関する記事。イギリス・ロンドン郊外にある「オールイングランド・ローンテニス・アンド・クローケー・クラブ」にて開催。

## 大会の流れ
- 男子シングルスは、1878年の第2回大会から「チャレンジ・ラウンド」（Challenge Round, 挑戦者決定戦）と「オールカマーズ・ファイナル」（All-Comers Final）で優勝を決定する方式になった。大会前年度優勝者を除く選手は「チャレンジ・ラウンド」に出場し、前年度優勝者への挑戦権を争う。前年度優勝者は、無条件で「オールカマーズ・ファイナル」に出場できる。チャレンジ・ラウンドの勝者と前年度優勝者による「オールカマーズ・ファイナル」で、当年度の選手権優勝者を決定した。
- 女子シングルスの第2回大会ではチャレンジ・ラウンドを実施せず、大会前年度優勝者も通常の勝ち抜き戦に参加した。文献に掲載されている記録は、準々決勝以後になる。女子シングルスでは、チャレンジ・ラウンドは1886年から導入された。
- この大会から、抽選表の割り振りが現在の方式に近づいた。1回戦から2回戦へと進む段階で、選手の数を2の倍数に絞り込む。（例：45名の選手が出場した場合、2回戦の抽選を2の5乗＝32名に絞るため、13名の選手を1回戦で落とす必要がある。したがって、1回戦として13試合を実施し、19名の選手は1回戦を免除する。）
- 初期のウィンブルドン選手権のように、外国人出場者が少なかった時期は、地元イギリス人選手の国旗表示を省略する。

## 大会前年度優勝者
- 男子シングルス：ウィリアム・レンショー　（オールカマーズ・ファイナル出場）
- 女子シングルス：モード・ワトソン　（通常の勝ち抜き戦）
- 男子ダブルス：ウィリアム・レンショー＆アーネスト・レンショー　（通常の勝ち抜き戦）

## 男子シングルス

### チャレンジラウンド
準々決勝
- アーネスト・レンショー vs. ハーバート・チップ　6-4, 6-4, 7-5
- アーネスト・ブラウン・デ・シリー vs. M・G・マクナマラ　6-1, 7-5, 6-2
- ジェームズ・ドワイト vs. アーサー・スタンレー　6-3, 6-3, 6-4
- ハーバート・ローフォード vs. パトリック・バウズ・リオン　6-3, 7-5, 6-3

準決勝
- アーネスト・レンショー vs. アーネスト・ブラウン・デ・シリー　6-4, 8-6, 2-6, 5-7, 6-4
- ハーバート・ローフォード vs.  ジェームズ・ドワイト　6-2, 6-2, 6-3

決勝
- ハーバート・ローフォード vs. アーネスト・レンショー　5-7, 6-1, 0-6, 6-2, 6-4

### オールカマーズ決勝
- ウィリアム・レンショー vs. ハーバート・ローフォード　7-5, 6-2, 4-6, 7-5　（W・レンショーが本大会の優勝者になる。大会5連覇）

## 女子シングルス
準々決勝
- ブランチ・ビングリー vs. ドランスフィールド夫人　不戦勝
- E・ガーニー vs. J・メイクル　7-5, 6-4
- E・F・ハドソン vs. ブライアン　6-3, 6-0
- モード・ワトソン vs. メイ・ラングリッシュ　6-0, 6-2

準決勝
- ブランチ・ビングリー vs. E・ガーニー　6-1, 6-2
- モード・ワトソン vs. E・F・ハドソン　6-0, 6-1

決勝
- モード・ワトソン vs. ブランチ・ビングリー　6-1, 7-5　［大会2連覇］

## 決勝戦の結果
男子シングルス
- ウィリアム・レンショー vs. ハーバート・ローフォード　7-5, 6-2, 4-6, 7-5　［オールカマーズ決勝］

女子シングルス
- モード・ワトソン vs. ブランチ・ビングリー　6-1, 7-5

男子ダブルス
- ウィリアム・レンショー＆アーネスト・レンショー vs. クロード・ファラー＆アーサー・スタンレー　 6-3, 6-3, 10-8